# Theodor Eyrich
Sebastian Theodor Justus Eyrich, född 7 september 1838 i Nürnberg, död där 30 september 1907, var en tysk arkitekt.
Eyrich studerade på Kunstgewerbeschule i Nürnberg, Polytechnikum i Karlsruhe och Akademie der bildenden Künste i München samt vistades även under fyra år i Italien. Han var därefter verksam i Nürnberg, där han 1868 deltog i en arkitekttävling om en ny synagoga, vilken dock vanns av Adolf Wolff. År 1873 uppförde han där fastigheten Josephsplatz 15 i och samma år tillsammans med kollegan Emil Hecht Hotel Strauss på Karolinenstrasse 43, en viktig byggnad i nyrenässans (förstörd). År 1887 följde ett bostads- och affärshus på Karolinenstrasse 47 (förstört).
Eyrich ägnade sig också åt kyrkobyggnader och deras inredning. År 1891 uppgjorde han en plan till nytt altare och altarmålning för kyrkan i Holzingen (tillhör numera Weißenburg in Bayern), utfört av bildhuggaren Kleinschrodt och nürnbergkonstnären Christian Maximilian Baer. År 1891 utarbetade han en plan till restaurering och ombyggnad av altare och bänkar i kyrkan i Heiligenstadt (altarmåleriet utfört av Baer). Han ritade även kyrkan i Senden (1907-09) och ett Bismarcktorn i Lauf an der Pegnitz (tillsammans med David Böhm, 1910-11).